# أيمن عطو
أيمن عطو (8 أكتوبر 1997 بالجزائر - ) هو لاعب كرة قدم جزائري في مركز الدفاع.

## روابط خارجية
- أيمن عطو على موقع قاعدة بيانات كرة القدم.إي يو (الإنجليزية)
- أيمن عطو على موقع Soccerway.com (الإنجليزية)